# Mathilde Paravicini

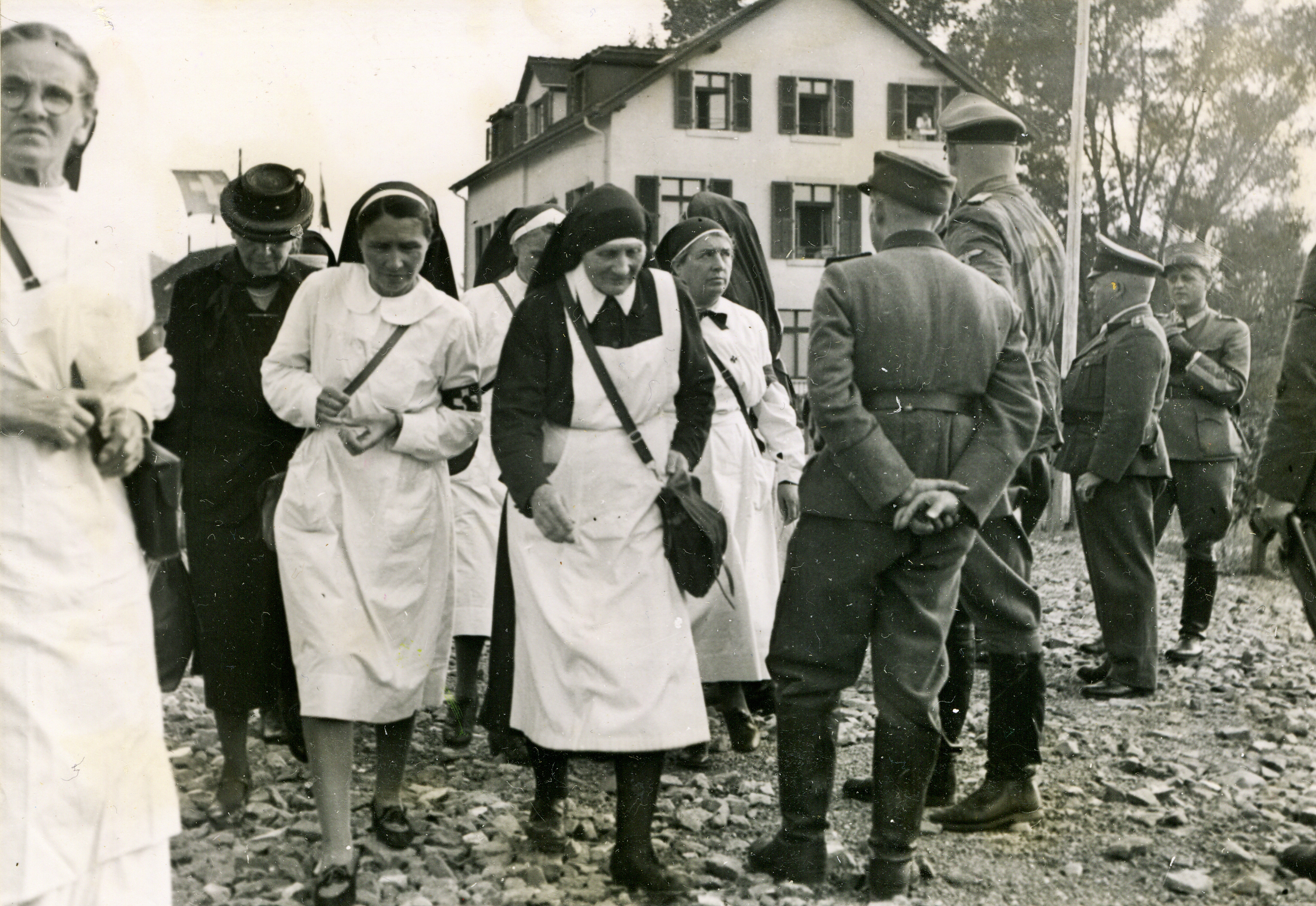
Mathilde Paravicini (Mitte) an der Grenze Schweiz-Frankreich (1945)

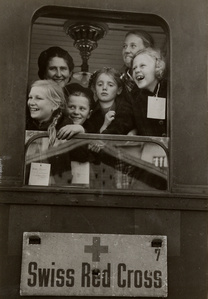
Österreichische Kinder bei der Abfahrt in Wien (nach 1945)

Mathilde Paravicini (* 9. Juni 1875 in Basel; † 10. Juni 1954 ebenda) war eine Schweizer Philanthropin und Pionierin der Kinderzüge.

## Leben und Werk

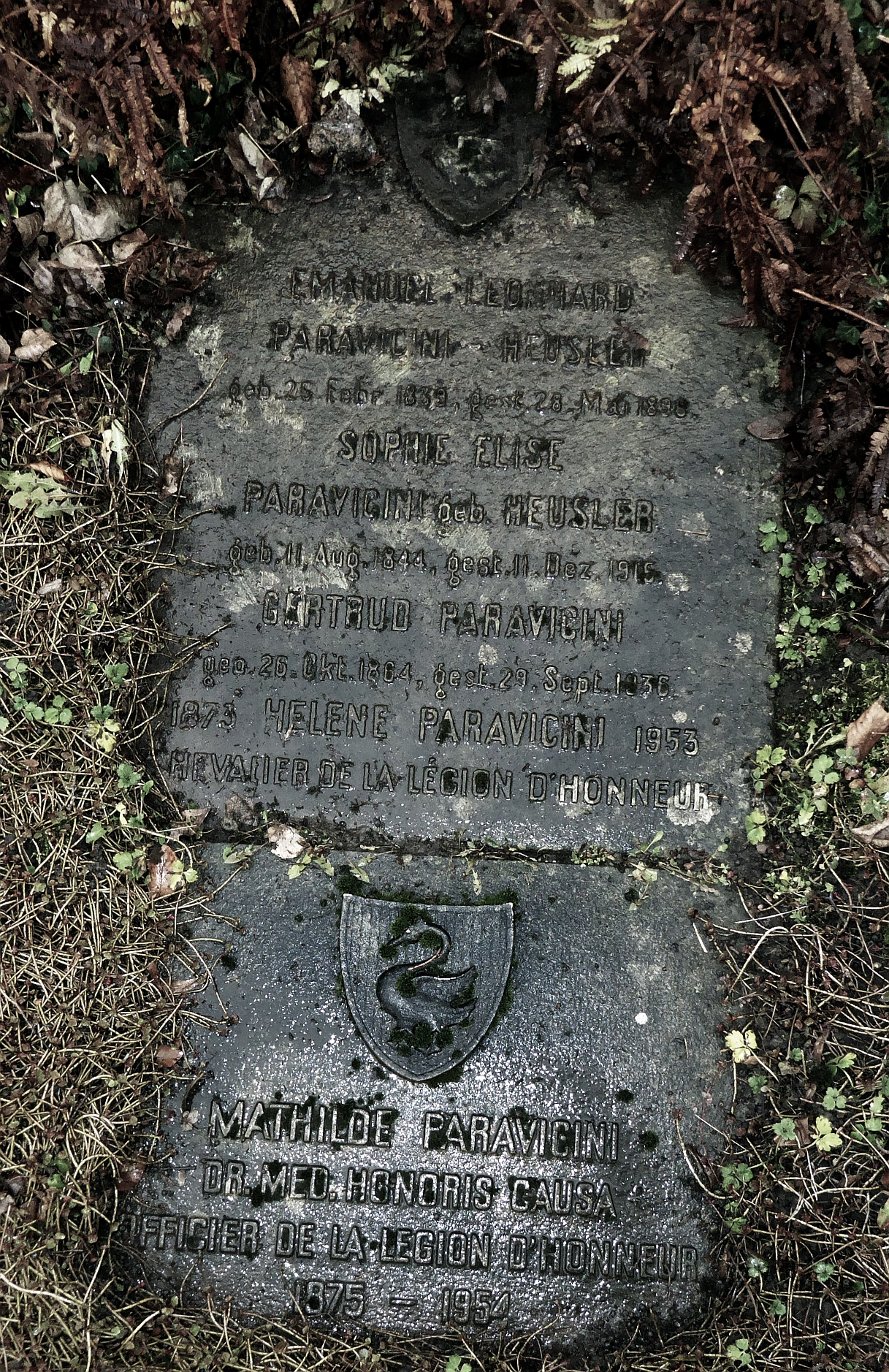
Familiengrabplatte von Mathilde Paravicini (1875–1954) auf dem Friedhof Wolfgottesacker, Basel

Mathilde Paravicini war die jüngste von fünf Töchtern der Basler Kaufmannsfamilie Emanuel Leonhard und Elise Paravicini-Heusler. Die Paravicini (baseldytsch: Pravezi oder Braveci) waren Glaubensflüchtlinge, die sich vor dem Veltliner Mord von 1620 nach Basel retten konnten, wo sie ein Patriziergeschlecht wurden. Die humanitäre Tradition der Basler Patrizier (Daig) geht bis ins 16. Jahrhundert zurück. Nachdem der Vater in den 1880er Jahren sein Vermögen, das auch das Eisenwerk in Lucelle umfasste, verloren hatte, musste die Familie ihren Lebensstil ändern, die fünf Töchter lernten, bescheiden und hilfsbereit zu sein. Der Vater ermöglichte allen Töchtern – für die damalige Zeit ungewöhnlich – eine praktische Berufsausbildung.
Nach der Schule machte Mathilde Paravicini ein Französischjahr in Neuchâtel und zog dann nach Paris, wo sie eine mehrjährige Lehre zur Damenschneiderin absolvierte. In Basel eröffnete sie ein Schneiderkursatelier, das sie von 1898 bis 1948 führte. Gleichzeitig übte sie ihr humanitäres Engagement aus.
Während des Ersten Weltkrieges erlangte sie durch ihre karitative Tätigkeiten im Zusammenhang mit den Transporten von rund einer halben Million Verwundeten und Evakuierten aus dem besetzten Frankreich internationales Ansehen. Die neutrale Schweiz verstand sich als Transitland, wo die deutschen, französischen, amerikanischen, tschechoslowakischen, polnischen «Heimkehrer» an den Grenzbahnhöfen Schaffhausen, Basel und Genf verpflegt, eingekleidet und ärztlich betreut wurden, bevor sie die Schweiz relativ schnell wieder verliessen. Paravicini wirkte beim Verwundetenaustausch, bei der Basler Hilfsstelle für die Kriegsgeiseln und im Vorstand des Organisationskomitees für Evakuationszüge mit und betreute Flüchtlingsfrauen, Kinder und ältere Menschen in Schaffhausen und Basel.
1916 war sie Mitgründerin und erste Präsidentin der Vereinigung für Frauenstimmrecht Basel und Umgebung. Vizepräsidentin war Georgine Gerhard, die Gründerin der Basler Sektion des Schweizer Hilfswerks für Emigrantenkinder (SHEK).
Im Sommer 1917 organisierte sie Kinderzüge für Auslandschweizerkinder aus Deutschland, wobei sie die Kinderzüge auch begleitete. Der Verein Schweizerhilfe, Ferienaktion für Auslandschweizerkinder (später Stiftung für junge Auslandschweizer) suchte Ferienplätze und kümmerte sich um die Finanzierung. Tuberkulöse Kinder mussten in Bergsanatorien untergebracht werden.
Die Aktion wurde von ihr nach dem Krieg zusammen mit der Stiftung Pro Juventute mit jährlich Tausenden von Auslandschweizerkindern fortgesetzt. Während der Hungersnot in Wien entstanden in der Schweiz etwa zwanzig Hilfswerke, die 1920 unter der Schirmherrschaft des IKRK von der neu gegründeten Dachorganisation Union internationale de secours aux enfants (UISE) koordiniert wurden. Das Schweizerische Zentralkomitee für notleidende Auslandkinder erarbeitete die Kriterien für die Kinderzüge.
Während der Weltwirtschaftskrise arbeitete die Proletarische Hilfe von Regina Kägi-Fuchsmann (ab 1933 Arbeiterhilfe der Schweiz und ab 1936 Schweizerisches Arbeiterhilfswerk SAH) mit dem 1933 gegründeten Schweizer Hilfswerk für Emigrantenkinder SHEK von Nettie Sutro-Katzenstein zusammen. Für die Organisation der Kinderzüge aus Paris des SHEK war Paravicini 1934–1939 zuständig. 1939 beteiligte sie sich beim Aufbau des Schweizer Frauenhilfsdienstes (FHD).
Im Zweiten Weltkrieg baute Paravicini 1940–1941 in Zusammenarbeit mit der Schweizerischen Arbeitsgemeinschaft für kriegsgeschädigte Kinder (SAK) und 1942 sowie 1944–1945 mit der Kinderhilfe des Schweizerischen Roten Kreuzes den Transport von etwa 65'000 kriegsgeschädigten französischen Kindern auf. Bei den Kinderzügen aus dem besetzten Paris wurde ihr als einziger Schweizerin erlaubt, über die Demarkationslinie zu fahren und die Kinder aus Nordfrankreich und Bordeaux abzuholen.
In Basel half sie Georgine Gerhard bei ihrer Tätigkeit für die Basler Sektion des SHEK, wobei sie von ihrem Helferkreis, zu dem die Familie Paravicini gehörte, unterstützt wurde. So behandelte der Chefarzt Anton Christ, ein Neffe von Paravicini, die Kinder im SHEK-Heim Waldeck in Langenbruck kostenlos.
Als die Kinderzüge Ende 1942 nicht mehr fahren durften, setzte sie ihre Arbeit im Bahnhofwerk der Freundinnen junger Mädchen (FJM) fort, dessen Präsidentin sie von 1921 bis zu ihrem Tode war. Während der Kriegszeit fungierte ihr FJM-«Stübli» im ersten Stock des Basler Bahnhofs als Zentrum der Flüchtlingshilfe.
Nach Kriegsende organisierte sie für die Schweizer Spende Kinderzüge in ganz Europa, begleitete und umsorgte die Kinder unermüdlich in den holprigen Drittklasswagen. Paravicini starb 1954 im Alter von 79 Jahren.

## Ehrungen
- Am 2. September 1919 wurde ihr und ihrer Schwester Helene für die Repatriierung der evakuierten Franzosen die Ritterwürde (Chevalier) der französischen Ehrenlegion in Basel überreicht.[5]
- Am 2. Februar 1922 wurde am Promenadenstieg in Schaffhausen das «Franzosendenkmal» des französischen Bildhauers Paul Landowski zur Erinnerung an die Transporte und Betreuung französischer Evakuierter während des Ersten Weltkrieges eingeweiht.[6]
- 1942 erhielt sie als erste Frau den Ehrendoktor der Medizinischen Fakultät der Universität Basel.[7]
- 1946 ernannte sie die französische Regierung zum Offizier (Officier) der Ehrenlegion.[8]
- Am  27. Juni 1948 wurde das Denkmal der Dankbarkeit Die Muttergestalt des französischen Bildhauers Georges Salendres (1890–1985) unter den Klängen der Marseillaise von einem Mädchen in Elsässertracht und einem Basler Kind enthüllt, als Dank Frankreichs an die Helferinnen der Kinderhilfe des Schweizerischen Roten Kreuzes, die sich um viele französische Kinder gekümmert hatten.[9]
- Die Stadt Basel benannte 1964 eine Strasse im Gellertquartier (Stadtteil St. Alban) nach ihr, wobei sie die erste Frau war, der diese Ehre zuteilwurde.[10]
- Ausstellung Universität Basel vom 2. April bis 31. Mai 2014: Vergessene Baslerin – Mathilde Paravicini.[11]